# Comuna Vișina, Olt
Vișina este o comună în județul Olt, Oltenia, România, formată numai din satul de reședință cu același nume.
Privind atestarea istorică a comunei Vișina, Arhivele Naționale păstrează un document în limba slavă, scris pe pergament și cu pecete, datat 1 iunie 1545. Documentul, întocmit de un anume Mircea Ciobanul, atestă donarea satelor Vișina și Siliștoara mănăstirii Bistrița.
Într-un alt document, datat 13 mai 1573, satul Vișina era menționat alături de Potelu, Vădastra, Izbiceni, Gârcov, ca hotar de moșie. În iulie 1550, satele Vișina și Brastavățu sunt trecute ca limită de hotar pentru alte moșii și sate oltene.
Anul 1879 este anul de renaștere a comunei Vișina. În biserica din comuna Brastavățu, din imediata apropiere, există o însemnare într-o carte ce face referire la acest moment: “Cu ajutorul lui Dumnezeu și sub domnia lui A.S.R. Carol I s-a fondatu la anul o mie opt sute șapte zeci și nouă una cinsprezece ale lunii Aprilie în dinora cossa satul Vișina sitnatu pe proprietatea Vădastra-Vișina din comuna Vădastra plassa Balței județul Romanați care să fie compussu cu 400 familii”.
Cele 400 de familii erau ale unor țărani din satele învecinate: Redea, Studina, Izbiceni, Brastavățu, Crușov, Vădastra, Celei, Orlea. Aceste familii au fost împroprietărite fiecare cu câte 5 hectare de pământ.
Transformările structurale din societatea românească de după 1990 au condus la mutații semnificative și în fenomenele economice și sociale la nivelul comunei Vișina. Astfel, dacă în trecut cea mai mare parte a populației active era angajată în activități din diverse sectoare economice – în special în afara localității – astăzi, datorită tranziției prelungite, procentul acestora a scăzut simțitor.
Astăzi, la nivelul comunei Vișina există un număr de 9 unități comerciale, 4 societăți de prestări servicii (o moară de porumb, o presă de ulei, o vulcanizare, o societate de distribuție televiziune prin cablu), precum și două unități de producție (o fabrică de confecții cu circa 300 de angajați și o societate de producție agricolă cu 115 angajați).
De asemenea, sunt în curs de modernizare o fabrică de producere a cărămizilor pentru construcții și un complex de creștere a porcinelor.
În strânsă legătură cu potențialul de dezvoltare din zonă, rețeaua drumurilor publice a fost modernizată, având o lungime totală de 30 Km. Cea mai importantă arteră de comunicație este drumul național 54, comuna fiind deservită și de linia de cale ferată Corabia-Caracal.
Centrul administrativ al comunei este reprezentat de clădirea Primăriei – ridicată în 1994 și modernizată în 2006 – care reunește o serie de specialiști în diverse domenii necesare bunei funcționări a localității (agricultură, finanțe, urbanism). Ordinea și liniștea localnicilor este asigurată de un număr de trei polițiști angajați ai poliției locale.
Asistența medicală primară este asigurată de către dispensarul din localitate unde își desfășoară activitatea doi medici și trei asistente, aprovizionarea cu medicamente fiind asigurată de farmacia care funcționează în clădirea dispensarului.
În localitate mai există o centrală telefonică automată cu un număr de 213 abonați, un oficiu poștal și o agenție C.E.C.
În comună funcționează două unități de învățământ unde își desfășoară activitatea 20 de cadre didactice. În anul școlar 2006-2007, la Școala Generală erau înscriși 270 elevi, iar la grădiniță 110 copii.

## Demografie
Componența etnică a comunei Vișina
     Români (94,75%)
     Alte etnii (0%)
     Necunoscută (5,25%)
Componența confesională a comunei Vișina
     Ortodocși (94,48%)
     Alte religii (0,08%)
     Necunoscută (5,45%)
Conform recensământului efectuat în 2021, populația comunei Vișina se ridică la 2.534 de locuitori, în scădere față de recensământul anterior din 2011, când fuseseră înregistrați 2.930 de locuitori. Majoritatea locuitorilor sunt români (94,75%), iar pentru 5,25% nu se cunoaște apartenența etnică. Din punct de vedere confesional, majoritatea locuitorilor sunt ortodocși (94,48%), iar pentru 5,45% nu se cunoaște apartenența confesională.

## Politică și administrație
Comuna Vișina este administrată de un primar și un consiliu local compus din 11 consilieri. Primarul, Marian-Mihail Stănescu[*], de la Partidul Social Democrat, este în funcție din octombrie 2020. Începând cu alegerile locale din 2024, consiliul local are următoarea componență pe partide politice:
|  | Partid                          | Consilieri | Componența Consiliului | Componența Consiliului | Componența Consiliului | Componența Consiliului | Componența Consiliului | Componența Consiliului | Componența Consiliului | Componența Consiliului |
|  | ------------------------------- | ---------- | ---------------------- | ---------------------- | ---------------------- | ---------------------- | ---------------------- | ---------------------- | ---------------------- | ---------------------- |
|  | Partidul Social Democrat        | 8          |                        |                        |                        |                        |                        |                        |                        |                        |
|  | Partidul Național Liberal       | 2          |                        |                        |                        |                        |                        |                        |                        |                        |
|  | Alianța pentru Unirea Românilor | 1          |                        |                        |                        |                        |                        |                        |                        |                        |